# Bathybagrus tetranema
Bathybagrus tetranema е вид лъчеперка от семейство Claroteidae. Видът не е застрашен от изчезване.

## Разпространение
Разпространен е в Замбия.

## Описание
На дължина достигат до 17 cm.